# Wapen van Langweer

Wapen van Langweer

Het wapen van Langweer is het dorpswapen van het Nederlandse dorp Langweer, in de Friese gemeente De Friese Meren. Het wapen werd in de huidige vorm in 1991 geregistreerd.

## Geschiedenis
Het dorpswapen is ontleend aan de windwijzer op het koor van de kerk van Langweer. Deze windwijzer toont echter één zwaan boven en twee zwanen onder. Het betreft mogelijk een familiewapen van een familie afkomstig van de een van twaalf boerderijen in het dorpsgebied. Al deze boerderijen hadden namelijk het recht van zwanendrift. Het wapen was ook aanwezig op een uithangbord van de plaatselijke herberg "De Drie Zwaantjes". Daarnaast is het wapen aanwezig in de vlag van de zeilvereniging. Een zwaan wordt ook gevoerd in het zeil van het skûtsje van Langweer. Hoewel er ook een variant van het wapen is met een blauw veld, is er gekozen voor een groen veld. De kleur groen is vastgesteld in verband met het voorkomen van vijvers nabij staten met eilanden voor zwanen. Ook de kroon die aanwezig is op de windwijzer van de kerk is achterwege gelaten daar Langweer geen vlek is.

## Beschrijving
De blazoenering van het wapen luidt als volgt:
In sinopel een versmalde golvende dwarsbalk, boven vergezeld van twee en onder van één stappende zwaan, met de vlerken omhoog, alles van zilver, de zwaan in de rechterbovenhoek omgewend.
De heraldische kleuren zijn: sinopel (groen) en zilver (zilver).